# Witold Szalonek
Witold Szalonek (født 2. marts 1927 i Czechowice-Dziedzice, Polen - død 12. oktober 2001 i Berlin, Tyskland) var en polsk komponist, professor, lærer og pianist.
Szalonek studerede komposition og klaver ved Statens Højere Musikskole i Katowice (1949-1956), og forsatte senere sine kompositionsstudier i Paris (1962-1963) hos Nadia Boulanger. Han skrev en symfoni, orkesterværker, kammermusik, instrumentale værker for mange instrumenter, sange etc. Szalonek blev lærer i komposition på Statens Højere Musikskole i Katowice i (1967), og blev leder for afdelingen for komposition og teori på skolen i (1970-1974). Han efterfulgte Boris Blacher som professor i komposition på Kunsthøjskolen i Berlin.

## Udvalgte værker
- Lille Symfoni B-A-C-H (1979-1981) - for klaver og orkester
- Satire (1956) - for orkester
- Musica Koncertante (1977) - for kontrabas og orkester
- Suite fra Kurpie (1955) - for alt og 9 instrumenter